# Marin Buhoară
Marin Buhoară (n. 1 ianuarie 1942, în Odobești, județul Vrancea) este un diplomat român de carieră.

## Studii
A absolvit Școala Primară, Secundară și Liceul din Odobești. A urmat cursurile Facultății de Drept a Universității Alexandru Ioan Cuza din lași, având lucrarea de diplomă în Dreptul Penal.
În perioada 1964 – 1966 a urmat Cursurile Postuniversitare de Relații Internaționale la Universitatea din București, cu lucrarea de diplomă în Dreptul Internațional.
În anul 1968 a absolvit Studiile Postuniversitare în Dreptul Internațional la Centrul de Studii și Cercetări al Academiei de Drept Internațional de la Haga (1970).
În anul 1988 a absolvit Studiile Postuniversitare în Dreptul Afacerilor și al Transporturilor la Facultatea de Drept a Universității din București.

## Limbi străine cunoscute
Engleza, franceza și rusa.

## Principalele activități profesionale, diplomatice
A. În perioada 1966 – 1975: Atașat și apoi Secretar Diplomatic III și II în Ministerul Afacerilor Externe - Direcția Organizații Internaționale. În acești ani a avut, îndeosebi, atribuții vizând Controlul Armamentelor și Dezarmarea și problematica Agenției Internaționale pentru Energia Atomică (AIEA) și alte organizații internaționale.
B. În anii 1975 – 1982 – promovat Secretar Diplomatic I și apoi Adjunctul Reprezentantului Permanent al României pe lângă Organizațiile Internaționale la Viena: ONU, Organizația Națiunilor Unite pentru Dezvoltare Industrială (ONUDI/ UNIDO); AIEA; Reducerea Reciprocă și Echilibrată a Forțelor Armate (M.B.F.R.); Grupul Țărilor în Curs de Dezvoltare – ”Grupul 77”, negocierile între țările dezvoltate și cele în curs de dezvoltare.
C. Revenit în MAE în anii 1982 – 1986, în Direcția Organizații Internaționale, a făcut parte din Delegația României la Conferința pentru Securitate și Cooperare în Europa, de la Madrid, apoi din delegația la Conferința de la Stockholm.
D. În perioada 1986 – 1990, exclus din MAE (căsătorie religioasă și rude având cetățenie străină), în acești ani prestând activitate juridică.
E. La începutul anului 1990 a fost reintegrat în MAE și promovat consilier. După câțiva ani a fost promovat ministru consilier și numit director al Direcției Controlului Armamentelor și Dezarmare, având în principal, atribuții vizând relațiile României cu NATO și Uniunea Europei Centrale (UEO), problematica dezarmării la ONU și Geneva, Agenția Internațională pentru Energia Atomică, neproliferarea armelor nucleare, interzicerea și distrugerea armelor chimice, etc.

F. În aceeași perioadă a fost învestit ca negociator al Acordului româno-ungar privind "CERUL DESCHIS".
G. De asemenea, a fost numit primul director al CENTRULUI EURO-ATLANTIC de la București.
H. La 6 iulie 1993, prin Decret al Președintelui României, a fost acreditat în calitate de Ambasador extraordinar și plenipotențiar al României în Olanda, mandat exercitat până în anul 1998. În cei cinci ani de activitate, relațiile româno-olandeze au cunoscut cele mai dinamice evoluții, marcate de o salbă de vizite la nivelul cel mai înalt, la nivel de prim-ministru și ministru, precum și o suită de misiuni economice române în Olanda și misiuni economice olandeze în România. În aceeași perioadă este numit reprezentant permanent al României la Organizația pentru Interzicerea Armelor Chimice de la Haga și la celelalte organizații internaționale în Olanda.
I. La 4 septembrie 1998, Președintele în Exercițiu al Organizației pentru Securitate și Cooperare în Europa (O.S.C.E.), GEREMRK, l-a numit, pentru doi ani, Șeful Misiunii O.S.C.E.  în Tadjikistan, acesta fiind pentru prima dată un asemenea post ocupat de România în sistemul O.S.C.E.
J. În condițiile în care, în anul 2001, România a deținut Președinția O.S.C.E., a fost numit ambasador, Reprezentant Personal Adjunct al Președintelui în Exercițiu al Organizației pentru Securitate și Cooperare în Europa (O.S.C.E.).
K. Un an mai târziu a fost promovat Ministru Plenipotențiar.
L. In perioada 2003 - 2006 a fost ambasadorul României în Vietnam; a contribuit efectiv la relansarea relațiilor, pe baze noi, actuale, conform tendințelor de evoluție în plan diplomatic, modern.
M. Diplomat de carieră, în cele patru decenii de activitate diplomatică a reprezentat țara la peste 350 de conferințe și alte reuniuni diplomatice internaționale în 35 de țări, între care: Austria, Anglia, Armenia Azerbaidjan, Belgia, Brazilia, Bulgaria, Cehia, China, Cuba, Danemarca, Franța, Germania, Grecia, Georgia, Italia, India, Kazahstan, Kîrgîstan, Libia, Mongolia, Olanda, Polonia, Rusia, Slovenia, Spania, Serbia, S.U.A., Tadjikistan, Turcia, Ungaria, Uzbekistan, Vietnam.

### Activitate diplomatică efectivă de reprezentare a României la Organizația Națiunilor Unite

#### Participare la Adunarea Generală a ONU
- Sesiunea a XXII-a, iunie 1968, New York
- Sesiunea a XXIII-a, septembrie-decembrie 1968, New York
- Sesiunea a XXIV-a, septembrie-decembrie 1969, New York
- Sesiunea a XXVI-a, septembrie-decembrie 1972, New York
- Sesiunea a XXVII-a, septembrie-decembrie 1973, New York
- Sesiunea a XXXXV-a, septembrie-decembrie 1990, New York

#### Alte participări
- Conferința mondială a Populației, mai 1974, București
- Conferința ONU privind vârsta a treia, iulie-august 1982, Viena
- Sesiunea a XX-a a Comitetului ONU  privind spațiul extraatmosferic, mai 1997, Viena.

### Reprezentarea României la nivelul Organizației Națiunilor Unite pentru Dezvoltare Industrială
- Sesiunea Comitetului pentru elaborarea Constituției ONUDI, ianuarie 1976, Viena
- Sesiunea Comitetului Interguvernamental Plenar pentru elaborarea Constituției ONUDI ca agenție specializată a ONU, ianuarie, martie-aprilie și iunie-iulie 1976, Viena
- Sesiunile Consiliului Dezvoltării Industriale din anii 1976, 1977, 1978, 1979, 1980 și 1981, Viena.
- Sesiunile Comitetului Permanent al Consiliului Dezvoltării Industriale, aprilie și septembrie 1976, mai-iunie 1977, mai și decembrie 1978, aprilie-mai și noiembrie 1979, mai și octombrie 1980, mai și noiembrie 1981, Viena.
- Membru al Grupului de lucru pentru elaborarea pozițiilor țărilor în curs de dezvoltare (”Grupul celor 77”)
- Grupul Consultativ al ONUDI pentru tehnologii industriale adecvate, iunie 1978, Viena
- Reuniunea pregătitoare a țărilor în curs de dezvoltare (”Grupul celor 77”) pentru Conferința ministerială a ONUDI privind dezvoltarea și cooperarea industrială,aprilie 1979, Havana, Raportul reuniunii de la Havana.
- Conferința ministerială a ONUDI privind dezvoltarea și cooperarea industrială, iunie 1979, New Delhi.

### Reprezentarea României la Agenția Internațională pentru Energia Atomică (AIEA)
- Conferințele generale ale AIEA din septembrie 1975, 1976, 1977, 1979, 1980, 1981, Viena și 1978, la Rio de Janeiro. Vicepreședinte al Comitetului Plenar al Conferinței generale a AIEA, septembrie 1981, Viena
- Reprezentant al Namibiei (împuternicit de Consiliul ONU pentru Namibia) la Conferința Generală a AIEA, septembrie 1984, Viena
- Reuniunea pregătitoare a Conferinței generale a AIEA, august 1978, Berlin, iunie, 1980, Ulan Bator
- Sesiunile Consiliului Guvernator AIEA din anii 1975, 1976, 1977, 1978, 1979 și 1980, Viena
- Seminarul AIEA privind energia nucleară, pentru oficiali la nivel executiv din țările în curs de dezvoltare, septembrie-octombrie 1980, Viena
- Reuniunile Grupului Furnizorilor Nucleari, septembrie 1991, Viena și 1992, Varșovia
- Reuniunea statelor care aderă la Directivele privind livrările nucleare, martie-aprilie 1992, Varșovia.

### Participări la Conferințe / Organizația pentru Securitate și Cooperare în Europa (C.S.C.E./O.S.C.E.)
- Conferința pentru Securitate și Cooperare în Europa, 1982, Madrid
- Conferința O.S.C.E./O.D.I.H.R. privind dimensiunea umană, iunie 1999, Varșovia
- Reuniunile Șefilor de Misiuni O.S.C.E. cu președintele în exercițiu al O.S.C.E., ianuarie 1999, 2000 și 2001 la Oslo, Viena și București și iunie 1999, 2000 și 2001, Viena
- Al VI-lea Forum al O.S.C.E., mai 1999, Praga
- Al VII-lea Forum al O.S.C.E., mai 2000, Praga
- A VIII-a Reuniunea Ministerială a O.S.C.E., septembrie 2000, Viena
- A IX-a Reuniunea Ministerială a O.S.C.E., septembrie 2001, București
- Forumul Femeilor din Asia Centrală pentru Democrație și Dezvoltare, iunie 2000, Khogean (Tadjikistan)
- Conferința Internațională a O.N.U. / O.S.C.E. privind întărirea Securității și Stabilității în Asia Centrală: Întărirea Eforturilor Corespunzătoare pentru Combaterea Terorismului, decembrie 2001, Bishek
- Reuniunile de primăvară și toamnă ale șefilor de Misiuni O.S.C.E. din Asia Centrală 1999, 2000 și 2001, Almaty, Ashabad, Bishek, Dushanbe și Taskent
- Reuniunile de primăvară și toamnă ale șefilor de Misiuni O.S.C.E. din Caucaz, la Baku și Tbilisi, 2001

### Controlul Armelor și Dezarmarea
- Comitetul Celor 18 State pentru Dezarmare, la Geneva, aprilie-mai 1967Negocierile pentru Reducerea Reciprocă și Echilibrată a Forțelor (MBFR), 1976-1980, Viena
- Comisia ONU pentru Dezarmare, 1983, 1984, New York
- Reuniunile Grupului de experți ONU privind zonele denuclearizate, iulie-august 1983, februarie-martie și iunie 1984, New York
- Reuniunea Comitetului Consultativ al statelor participante la Tratatul de la Varșovia privind reducerea forțelor armate și a armamentelor convenționale, iulie 1990, Moscova
- Conferința privind ”Cerul Deschis”, 1991, Budapesta, Negociatorul Acordului româno-ungar privind ”Cerul Deschis”, februarie 1991 la Budapesta și în aprilie 1991 la București și primul Zbor demonstrativ în regim de cer deschis în cele două țări, mai 1991
- Seminarul privind Regimul de control asupra Tehnologiilor pentru Rachete (MTCR), martie 1992, Varșovia
- Conferința internațională privind Conversia de tehnologii militare spre utilizări pașnice, mai 1992, Beijing
- Organizația pentru interzicerea Armelor Chimice (OIAC)
- Comisia pregătitoare a OIAC, de la Haga: sesiunile a V-a, decembrie 1993, a VI-a, aprilie 1994; a VII-a, iunie 1994, a VIII-a, septembrie 1994 și a X-a, aprilie 1995
- Consiliul Executiv al OIAC, cu ocazia primei Conferințe a statelor membre ale Organizației, mai 1997, Haga
- Prima Conferință a Statelor părți la OIAC, mai 1997, Haga
- A doua Conferință a Statelor părți la OIAC, decembrie 1997, Haga

### Participări la activități diplomatice la nivelul Alianței Nord-Atlantice
- Consiliul Ministerial al NATO, septembrie 1991, Bruxelles
- Grupul de lucru la nivel înalt al NATO privind forțele convenționale în Europa, ianuarie, februarie și mai 1992, Bruxelles
- Reuniunile ministeriale ale Consiliului Nord-Atlantic, martie 1972, Bruxelles și iunie 1992, Oslo
- Sesiunea Ministerială a Consiliului Nord-Atlantic, martie 1972, Bruxelles
- Seminarul NATO privind conversia în domeniul apărării, mai 1992, Bruxelles
- Reuniunea Consiliului de Cooperare Nord-Atlantică și a Grupului Ad Hoc privind Cooperarea în menținerea păcii, februarie 1993, Bruxelles
- Reuniunea Grupului de lucru de la nivel înalt, NATO ianuarie și februarie 1992, Bruxelles
- Seminarul privind Asia Centrală, organizat de Centrul European de studii de Securitate ”George C. Marshall”, februarie 2001
- A 40-a Adunare Generală a Asociațiilor Tratatului Atlantic, octombrie 1994, Haga

### Participare la activitatea diplomatică în cadrul Uniunii Europei Centrale (WEU)
- Viitoarea arhitectură politică a Europei, mai 1990, Bonn
- Sesiunea restrânsă a Consiliului Permanent al UEO cu ocazia vizitei Președintelui României la Uniunea Europei Occidentale, martie 1993, Bruxelles
- Reprezentarea României la Reuniunea Uniunii Europei Occidentale, noiembrie 1994, Noordwijk

### Participarea la Reuniuni internaționale în Probleme de Drept Internațional
- Conferința ONU privind succesiunea statelor în domeniul tratatelor, iulie-august 1978, Viena
- Conferința privind Dreptul Internațional privat, sesiunea a XVIII-a, septembrie-octombrie 1996, Haga
- Consiliul Administrativ al Curții Permanente de Arbitraj, Haga 1993-1998 (periodic)

### Participare la Conferințe Internaționale privind diferite probleme economice și politice
- A XXI-a Conferință Pugwash privind știința și afacerile mondiale, mai 1971, Sinaia
- Al CXXXIV-lea Simpozion Pugwash privind securitatea și dezarmarea, octombrie 1983, București
- Consiliul de Interacțiune, mai 1984, Brioni
- Seminarul privind Regimul de Control al Tehnologiilor pentru Rachete, martie 1992, Varșovia
- Conferința de la Atena a Fundației Forum, mai 1992
- Forumul de Cooperare COCOM, noiembrie 1992, Paris
- A 40-a Adunare Generală a Asociațiilor Tratatului Atlantic, octombrie 1994, Haga
- Săptămâna Europeană, mai 1995 și iunie 1996, Eindhoven
- Rolurile în schimbare ale ambasadorilor și misiunilor diplomatice în lumea post război rece și pentru secolul XXI, aprilie 1997, Haga
- Depășirea dificultăților în finanțarea infrastructurii; o conferință euroatlantică privind cooperarea publică-privată cu Europa Centrală și de Est, mai 1997, Amsterdam
- Rememorarea Planului Marshall, 1947-1997, mai 1997, Haga
- Al doilea Congres al Europei, organizat de Mișcarea Europeană, mai 1998, la Haga, cu ocazia comemorării unei jumătăți de secol de la Congresul de Fondare a Proiectului European (9 mai 1948)
- Europarteneriatul. O inițiativă a Comisiei Europene, iunie 1998, Apeldoorn
- Global Panel, iunie 1997 și iulie 1998, Haga

## Recunoaștere profesională
Activitatea profesională în cele patru decenii a fost recunoscută și recompensată prin mai multe ordine, medalii și diplome, între care: 
- Ordinul Național „PENTRU MERIT” în grad de comandor pentru serviciile aduse în politica externă a țării, în decembrie 2000
- Medalia Muncii, în mai 1981
- Mai multe medalii în Olanda și Vietnam
- Diploma de Merit a Parohiei Ortodoxe Române din Olanda, la a XXV-a aniversare. „ca semn de recunoștință” pentru contribuția adusă la atribuirea de către autoritățile olandeze a Biserici „Sfântul Grigorie Teologul” de la Schiedam pentru românii din Olanda precum și bunul mers al acesteia.